# Legacy: The Absolute Best
Legacy: The Absolute Best è una raccolta della band The Doors pubblicata nel 2003 dalla Elektra Records-Rhino.
La raccolta è composta da 2 CD e raccoglie il meglio della band di Jim Morrison con l'aggiunta dell'inedito Celebration of The Lizard registrato nel 1969.

## Tracce
Tutte le canzoni sono scritte dai The Doors tranne dove è indicato.
Disco 1
1. Break on Through (To the Other Side)
2. Back Door Man (Willie Dixon; Chester Burnett)
3. Light My Fire
4. Twentieth Century Fox
5. The Crystal Ship
6. Alabama Song (Kurt Weill; Bertolt Brecht)
7. Soul Kitchen
8. The End
9. Love Me Two Times
10. People Are Strange
11. When the Music's Over
12. My Eyes Have Seen You
13. Moonlight Drive
14. Strange Days
15. Hello, I Love You
16. The Unknown Soldier
17. Spanish Caravan
18. Five to One
19. Not to Touch the Earth

Disco 2
1. Touch Me
2. Wild Child
3. Tell All the People
4. Wishful Sinful
5. Roadhouse Blues
6. Waiting for the Sun
7. You Make Me Real
8. Peace Frog
9. Love Her Madly
10. L.A. Woman
11. Riders on the Storm
12. The WASP
13. The Changeling
14. Gloria (Van Morrison)
15. Celebration of The Lizard (Previously Unreleased)

## Formazione
- Jim Morrison – voce
- Ray Manzarek – organo, pianoforte, tastiera, basso
- John Densmore – batteria
- Robby Krieger – chitarra

## Classifica
- Billboard Music Charts (North America)

### Album
| Year | Chart      | Position |
| ---- | ---------- | -------- |
| 2003 | Pop Albums | 63       |